# تی‌اس‌ام‌اس لاکونیا
تی‌اس‌ام‌اس لاکونیا (به انگلیسی: TSMS Lakonia) یک کشتی بود که طول آن ۶۰۹ فوت (۱۸۶ متر) بود. این کشتی در سال ۱۹۲۹ ساخته شد.